# The Foiling of Red Dugan
The Foiling of Red Dugan è un cortometraggio muto del 1911. Il nome del regista non viene riportato nei credit del film, una commedia prodotta dalla Essanay di Chicago e distribuita in sala in split reel dalla General Film Company.

## Produzione
Il film fu prodotto dalla Essanay Film Manufacturing Company.

## Distribuzione
Distribuito dalla General Film Company, il film - un cortometraggio di 210 metri - uscì nelle sale cinematografiche USA il 21 dicembre 1911. Nelle proiezioni, veniva programmato con il sistema dello split reel, accorpato in un'unica bobina con un altro cortometraggio prodotto dall'Essanay, la commedia Winning an Heiress.